# Jérôme Phélypeaux
Jérôme Phélypeaux, marchese di Phélypeaux, conte di Maurepas, conte di Pontchartrain (1674 – Versailles, 8 febbraio 1747), è stato un politico francese.

## Biografia
Era il figlio di Louis Phélypeaux, e di sua moglie, Marie de Maupeou.

## Carriera
Fu un consigliere al parlamento di Parigi dal 1692 e ha servito con il padre come ministro di stato e segretario di stato della Marina. Ha diretto un significativo programma di esplorazioni e ha incoraggiato l'insediamento e lo sviluppo della Louisiana. Era responsabile della creazione dell'Académie des Inscriptions et Belles-Lettres.

## Matrimoni

### Primo Matrimonio
Sposò, il 28 febbraio 1697, Eleonore Christine de La Rochefoucauld Roye (1681-1708). Ebbero cinque figli:
- Marie Françoise Christine (1698-1701);
- Louis François (1700-1708), conte di Maurepas;
- Jean Frédéric (1701-1781);
- Paul Jérôme (1703-1775), marchese di Chef-Boutonne;
- Charles Henri Phélypeaux (1706-1734).

### Secondo Matrimonio
Sposò, il 31 luglio 1713, Marie Hélène Rosalie Angelique L'Aubespine (1690-1770). Ebbero due figlie:
- Marie Louise Rosalie (1714-1780);
- Hélène Françoise Angélique (1715-1781), sposò Louis Luigi Giulio Mancini-Mazarini, duca di Nivernais

## Morte
Nel 1715, con la morte di Luigi XIV e l'assunzione di potere del reggente, Phélypeaux fu costretto a dimettersi a favore del figlio Jean Frédéric. L'autorità effettiva, e più tardi la custodia dei suoi figli, passò a Louis Phélypeaux, marchese de La Vrillière.

## Araldica
| Stemma | Descrizione                              | Blasonatura                                                                        |
|        | Jérôme Phélypeaux Marchese di Phélypeaux | [...]. Ornamenti esteriori da marchese. Cavaliere dell'Ordine dello Spirito Santo. |